# ULi

Logo

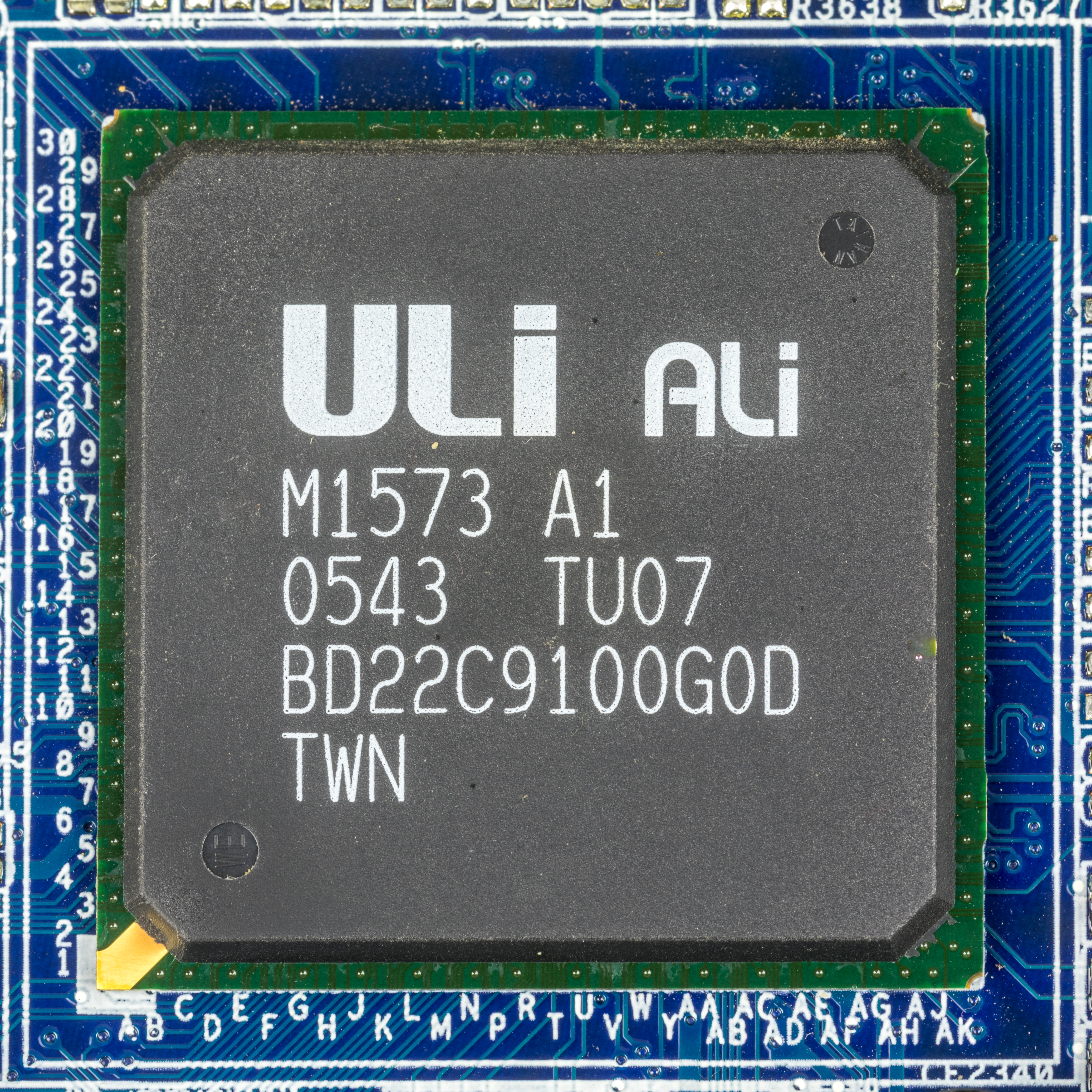
ALi / Uli M1535 Southbridge mit ALi- und ULi-Logo

ULi Electronics Incorporated – kurz ULi – war eine taiwanische Firma, die Chipsätze entwickelte.
Die Firma hielt zuletzt einen Marktanteil von unter einem Prozent und operierte fabless. Firmensitz war Taipeh.

## Geschichte
ULi war ursprünglich ein Gemeinschaftsprojekt der Foundry UMC mit ALi (Acer Laboratories Incorporated, ein Tochterunternehmen des Hardware-Herstellers Acer), das Ende 2002 als eigenständiges Tochterunternehmen von ALi inkorporiert wurde.
Ende 2005 kündigte der weitaus größere US-amerikanische Konkurrent NVIDIA die Übernahme von ULi für 52 Millionen US-Dollar an.
Die Übernahme von Nvidia wurde inzwischen vorgenommen und alle relevanten Links der ULi-Website auf die von Nvidia übertragen.

## Produkte
ULi war vor allem für seine Chipsätze für Hauptplatinen bekannt, daneben fertigte das Unternehmen aber auch PC-Peripherie, Multimedia-Lösungen und Mikrocontroller. Besondere Aufmerksamkeit erfuhr ULi mit dem Chipsatz M1695, der als Besonderheit sowohl AGP- als auch PCIe-Grafikkarten mit voller Geschwindigkeit anbinden konnte. In den letzten beiden Jahren vor der Übernahme durch nVidia war ULi besonders mit seinen Southbridges gut im Markt vertreten, die oft auf Hauptplatinen mit ATI-Northbridge eingesetzt wurden; Die Southbridges von ATI litten zu diesem Zeitpunkt unter ihrer schlechten USB-2.0-Leistung.